# Comuna de Odrzywół
Odrzywół (polaco: Gmina Odrzywół) é uma gminy (comuna) na Polónia, na voivodia de Mazóvia e no condado de Przysuski. A sede do condado é a cidade de Odrzywół.
De acordo com os censos de 2004, a comuna tem 4281 habitantes, com uma densidade 45,1 hab/km².

## Área
Estende-se por uma área de 94,83 km², incluindo:
- área agricola: 70%
- área florestal: 25%

## Demografia
Dados de 30 de Junho 2004:
|                      | Total   | Total | Mulheres | Mulheres | Homens  | Homens |
| -------------------- | ------- | ----- | -------- | -------- | ------- | ------ |
|                      | pessoas | %     | pessoas  | %        | pessoas | %      |
| População            | 4281    | 100   | 2136     | 49,9     | 2145    | 50,1   |
| Densidade (pop./km²) | 45,1    | 100   | 22,5     | 22,5     | 22,6    | 22,6   |

De acordo com dados de 2002, o rendimento médio per capita ascendia a 1358,8 zł.

## Subdivisões
- Ceteń, Dąbrowa, Jelonek, Kamienna Wola, Kłonna, Kolonia Ossa, Lipiny, Łęgonice Małe, Myślakowice, Myślakowice-Kolonia, Odrzywół, Ossa, Różanna, Stanisławów, Wandzinów, Wysokin.

## Comunas vizinhas
- Drzewica, Klwów, Nowe Miasto nad Pilicą, Poświętne, Rusinów, Rzeczyca